# Lorenzo Bernini (filosofo)
Lorenzo Bernini (Montevarchi, 29 novembre 1973) è un filosofo politico e un teorico queer italiano. È noto principalmente per i suoi studi sul rapporto tra politica e sessualità, analizzati attraverso strumenti filosofici e psicoanalitici.

## Biografia
Si è laureato in Filosofia presso l'Università degli Studi di Milano nel 2000 e ha conseguito il dottorato di ricerca in Studi politici europei ed euroamericani presso l'Università degli Studi di Torino nel 2004. Dal 2017 è divenuto professore associato in Filosofia politica presso l'Università degli Studi di Verona, ateneo in cui in precedenza è stato ricercatore.
Nel 2012 ha fondato il centro di ricerca PoliTeSse – Politiche e Teorie della Sessualità, di cui è direttore, tra le cui finalità v'è la ricerca, la promozione dei diritti delle donne e delle persone LGBTQIA+, il dialogo tra teorie femministe, transfemministe e queer, la diffusione degli studi su genere e sessualità, in particolare su transgenere e intersesso, nell'accademia italiana.
Durante la sua carriera ha contribuito all'introduzione delle teorie queer anglosassoni in Italia, divenendo una delle voci più autorevoli del dibattito queer italiano.
Ha al suo attivo diverse pubblicazioni, alcune delle quali tradotte in diverse lingue. Le più rilevanti sono: Le pecore e il pastore, del 2008, Apocalissi queer, del 2013, Le teorie queer: Un'introduzione, del 2017, Il sessuale politico: Freud con Marx, Fanon, Foucault del 2019. 
Nel 2020 ha scritto la voce LGBTQIA+ per l'enciclopedia Treccani.

## Opere
- Lorenzo Bernini, Le pecore e il pastore: critica, politica, etica nel pensiero di Michel Foucault, Liguori, 2008, ISBN 978-88-207-4495-3, OCLC 860490245.
- Lorenzo Bernini e Olivia Guaraldo, Differenza e relazione: l'ontologia dell'umano nel pensiero di Judith Butler e Adriana Cavarero : con un dialogo tra le due filosofe, 1. ed, Ombre corte, 2009, ISBN 978-88-95366-46-3, OCLC 457130297.
- Lorenzo Bernini, Mauro Farnesi Camellone e Nicola Marcucci, La sovranità scomposta: sull'attualità del Leviatano, Mimesis, 2010, ISBN 978-88-575-0279-3, OCLC 701206909.
- Lorenzo Bernini, Maschio e femmina Dio li creò!?: Il sabotaggio transmodernista del binarismo sessuale, Il dito e la luna, 2010, ISBN 978-88-86633-62-8, OCLC 956100614.
- Lorenzo Bernini, Michel Foucault: gli antichi e i moderni: parrhesìa, Aufklärung, ontologia dell'attualità, ETS, 2011, ISBN 978-88-467-3181-4, OCLC 775411210.
- Lorenzo Bernini, Apocalissi queer: elementi di teoria antisociale, 2013, ISBN 978-88-467-3669-7, OCLC 862742023.
- Lorenzo Bernini, Le teorie queer: un'introduzione, Mimesis, 2017, ISBN 978-88-575-4125-9, OCLC 1020156647.
- Lorenzo Bernini, Il sessuale politico: Freud con Marx, Fanon, Foucault, 2019, ISBN 978-88-467-5562-9, OCLC 1143645843.